# HD 40979 b
HD 40979 b는 태양보다 좀 더 뜨거운 F형 주계열성 HD 40979를 돌고 있는 외계 행성이다. 발견 방법은 도플러 효과법으로 항성의 스펙트럼이 행성의 중력 때문에 미묘한 변화가 생기는 것을 이용한 것이다. 질량으로 볼 때 b는 가스 행성으로, 항성의 생물권 내를 돌고 있는 것으로 보인다. 행성이 받는 일사량은 금성과 비슷하다. 2002년 데브라 피셔 연구진이 릭 천문대, 켁 천문대, 페어본 천문대에서의 연구를 통해 발견했다.

## 참고 문헌
- (영어) Fischer;  외. (2003). “A Planetary Companion to HD 40979 and Additional Planets Orbiting HD 12661 and HD 38529”. 《The Astrophysical Journal》 586 (2): 1394–1408. doi:10.1086/367889.
- (영어) Butler;  외. (2006). “Catalog of Nearby Exoplanets”. 《The Astrophysical Journal》 646 (1): 505–522. doi:10.1086/504701. 2019년 12월 7일에 원본 문서에서 보존된 문서. 2009년 6월 21일에 확인함.
- (영어) MUGRAUER M.; NEUHAEUSER R.; MAZEH T. (2007). “The multiplicity of exoplanet host stars. Spectroscopic confirmation of the companions GJ 3021B and HD 27442B, one new planet host triple-star system, and global statistics.”. 《The Astrophysical Journal》 469: 755-770. doi:2007A&A...469..755M |doi= 값 확인 필요 (도움말).[깨진 링크(과거 내용 찾기)]